# Urgence (film)
Pour les articles homonymes, voir Urgence (homonymie).
Pour plus de détails, voir Fiche technique et Distribution.
Urgence est un film français réalisé par Gilles Béhat sorti en 1985.

## Synopsis
Le journaliste Max Forestier filme discrètement un groupe néo-nazi dans lequel il est infiltré depuis plusieurs mois. Il se fait surprendre et des membres du groupe lui tirent dessus. Avant de mourir, il a le temps de confier un étrange message à sa sœur, Lysa, qui se retrouve alors elle-même en danger. Elle décide d'alerter la presse et se réfugie à l'agence Oméga où elle est secourue par Jean-Pierre Mougin, journaliste à la rubrique sport, qui ne la prend pas au sérieux dans un premier temps.

## Fiche technique
- Réalisateur : Gilles Béhat
- Scénario : Jean Herman (adaptation) et Gilles Béhat d'après le roman Qui vous parle de mourir ? de Gérard Carré et Didier Cohen
- Photographie : Pierre Lhomme
- Montage : Geneviève Vaury
- Costumes : Dominique Combelles
- Décors : Jean-Pierre Kohut-Svelko
- Musique : Jean-Hector Drand
- Producteurs : Ralph Baum, Raymond Danon, Claire Tucherer
- Sociétés de production : Lira Eléphant et Les Films de Montfort
- Société de distribution : Parafrance
- Date de sortie : 30 janvier 1985
- Genre : Thriller
- Durée : 100 minutes
- Année de production : 1984

## Distribution
- Richard Berry : Jean-Pierre Mougin
- Fanny Bastien : Lysa Forestier
- Bernard-Pierre Donnadieu : Lucas Schroeder
- Jean-François Balmer : Paul Murneau
- Nathalie Courval : Béatrice
- Georges Géret : Patrick Villard
- Catherine Allégret : La femme-taxi
- Jean-Jacques Moreau : Martel
- Artus de Penguern : Bernier
- Christian Rauth : Max Forestier
- Arthur Simms : Lui-même
- Patrick Abrial : Marcus
- Michèle Perello : La mère de Tim
- Muriel Robin : la concierge
- Jacques Canselier : Joël
- Thierry Carpentier : Petit boulot
- Smaïl Mekki :
- Jean-Paul Bonnaire :